# پوبرجه (نووی پازار)
پوبرجه (به صربی: Pobrđe) یک منطقهٔ مسکونی در صربستان است که در نووی پازار واقع شده‌است.